# 谷崎泰明
谷﨑 泰明（たにざき やすあき、1951年（昭和26年）10月20日 - ）は日本の外交官。東京都出身。日本台湾交流協会理事長。

## 略歴

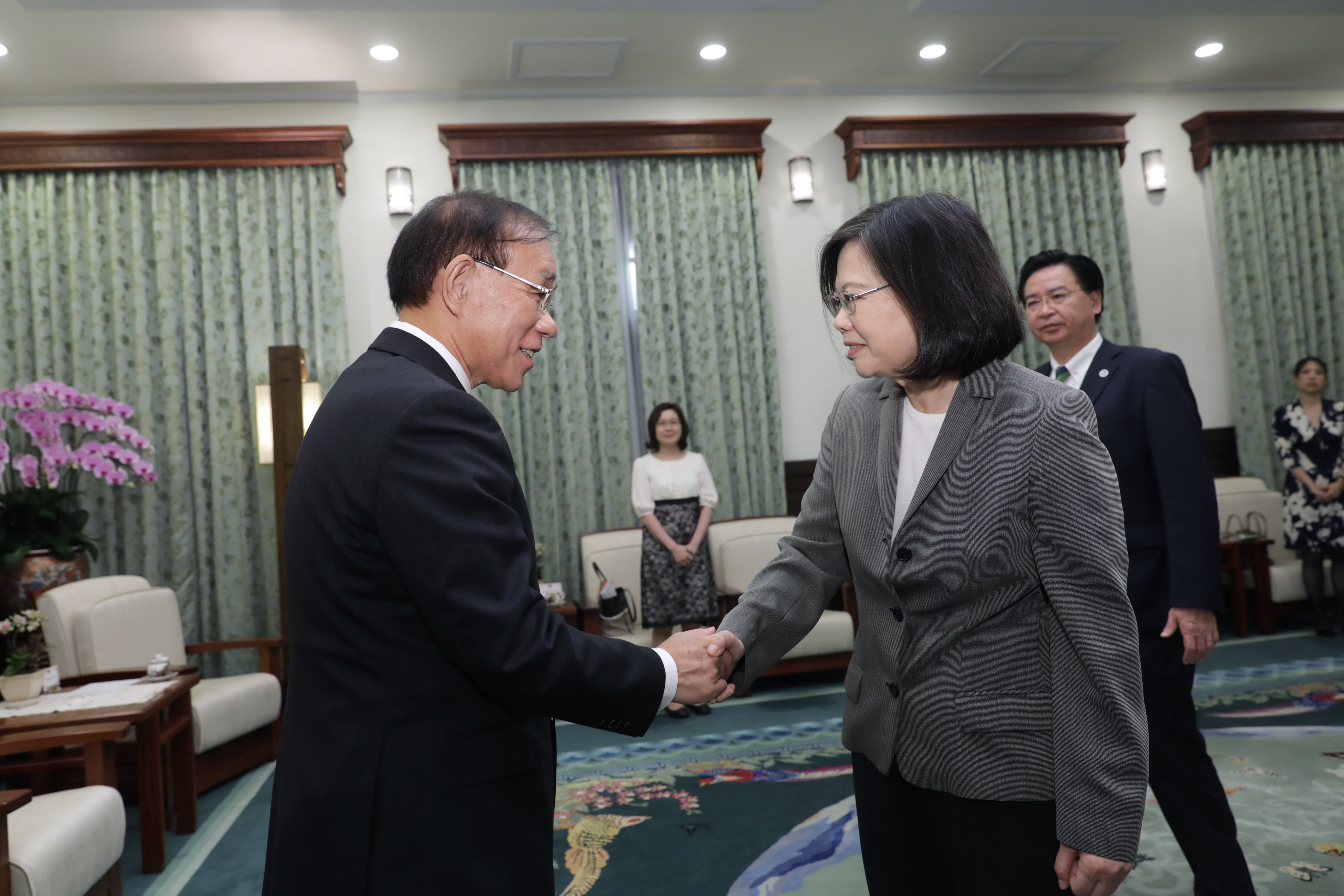
蔡英文との会見（2017年8月）

- 1975年（昭和50年）東京大学法学部第三類卒業後、外務省入省。ドイツ語研修[1]。
- 1992年（平成4年）7月アジア局南西アジア課長
- 1994年（平成6年）8月経済協力局有償資金協力課長
- 1996年（平成8年）7月欧亜局西欧第一課長
- 1998年（平成10年）8月在ドイツ日本国大使館公使。
- 2001年（平成13年）2月外務省大臣官房総務課長。外務省機密費流用事件の調査にあたった。
- 2003年（平成15年）5月大臣官房審議官兼欧州局
- 2004年（平成16年）7月外務省大臣官房審議官（総括担当）
- 2005年（平成17年）8月から外務省領事局長。
- 2008年（平成20年）7月から外務省欧州局長。
- 2010年（平成22年）駐ベトナム特命全権大使[2]。ベトナム赤門会名誉会長。
- 2013年10月から外務省研修所長。
- 2014年8月5日から駐インドネシア特命全権大使。
- 2017年6月19日から日本台湾交流協会（実質的には「日本国駐台湾大使館」に相当する）理事長[3]。

## 同期
- 河相周夫（12年外務事務次官・10年内閣官房副長官補）
- 別所浩郎（12年駐韓大使・10年外務審議官）
- 奥田紀宏（13年駐カナダ大使・10年駐エジプト大使・08年国連次席大使）
- 三輪昭（14年関西担当大使・10年駐ブラジル大使・08年駐ポルトガル大使）
- 鈴木庸一（13年駐フランス大使・10年駐シンガポール大使）
- 持田繁（10年国連事務総長副特別代表）
- 門司健次郎（13年ユネスコ代表部大使・10年駐カタール大使）
- 渥美千尋（11年駐アイルランド大使・08年駐パキスタン大使）
- 山口寿男（07年駐ノルウェー大使・06年駐イラク大使）
- 岸野博之（13年駐ラオス大使・10年駐エチオピア大使）
- 水城幾雄（10年駐パナマ大使）
- 江川明夫（13年駐スロバキア大使・10年駐ザンビア大使）
- 竹内春久（13年駐シンガポール大使・11年駐沖縄担当大使・08年駐イスラエル大使）
- 西林万寿夫（13年駐ギリシャ大使・10年兼北極担当大使・12年文化交流担当大使・09年駐キューバ大使）
- 篠塚保（12年国際テロ対策・組織犯罪対策協力担当兼サイバー政策担当大使・09年駐バングラデシュ大使）
- 蒲原正義（13年駐カザフスタン大使・12年査察担当大使・9年駐グルジア大使）
- 森元誠二（13年駐スウェーデン大使・08年駐オマーン大使）
- 小林祐武（98年外務省経済局総務参事官室課長補佐）
- 椿秀洋（12年駐ボリビア大使）
- 庄司隆一（11年駐ナイジェリア大使）
- 清水武則（11年駐モンゴル大使）
- 福田米蔵（11年駐ジンバブエ大使）
- 隈丸優次（13年駐カンボジア大使）
- 藤田順三（13年駐ウガンダ大使）
- 丸尾眞（12年科学技術協力担当大使・10年駐キルギス大使）
- 名井良三（13年駐アンゴラ大使）
- 大部一秋（13年駐ウルグアイ大使）

## 著作
- 「わが国の技術協力と道路分野での協力 (道路整備と各省庁の所管行政とのかかわり<特集>)」道路. (通号 535) [1985.09]
- 「「文化外交」が目覚めるとき--欧州をめぐる大型文化事業の隆盛 (特集 躍動する欧州の時代)」外交フォーラム. 11(5) [1998.05]
- 「拡大・変化するEUに注目を--来年〔2005年〕1月から市民交流」外交. 20(1) (通号 115) [2004.Spr.]
- 「多様化する危機にいかに対処するか--官民による危機管理強化を目指して (特集 海外を安全に歩くために)」外交フォーラム. 19(4) (通号 213) [2006.4]